# Liste der Monuments historiques in Saint-Aubin-de-Blaye
Die Liste der Monuments historiques in Saint-Aubin-de-Blaye führt die Monuments historiques in der französischen Gemeinde Saint-Aubin-de-Blaye auf.

## Liste der Objekte
| Bezeichnung | Beschreibung              | Standort                      | Kennzeichnung | Schutzstatus | Datum | Bild |
| ----------- | ------------------------- | ----------------------------- | ------------- | ------------ | ----- | ---- |
| Glocke      | Bronze (?), 1606 gegossen | in der Kirche St-Aubin (Lage) | PM33001680    | Inscrit      | 1988  |      |